# リーソル・ウィルカーソン
リーソル・ウィルカーソン（Lisle Wilkerson, 1979年10月25日 - ）は、アメリカ合衆国の女優、声優、ナレーター、タレント、ラジオパーソナリティー、司会者、通訳。過去には日本を拠点に活動していた。リースル名義でアトミックモンキーに所属（声のみ預かり）。

## 人物
ウェストバージニア州チャールストンで生まれ、日本の東京都で育つ。19歳でラジオ番組の仕事をしたことでアナウンサーの仕事に興味を抱き、ラジオDJの仕事を始め、ゲームの声優やコマーシャルのナレーションの仕事もやるようになる。2008年にアメリカに帰国し、ハリウッドを拠点に活動している。

弟のクリス・ウィルカーソンがいる。

## 出演作品

### 特撮
1990年
- 美少女仮面ポワトリン（神様のガールフレンド）

### ゲーム
2001年
- 鉄拳4（ニーナ・ウィリアムズ）

2002年
- シェンムーII（红秀瑛、ジョイ、ユアン）

2004年
- 玻璃ノ薔薇（片桐尚美）
- 鉄拳5（クリスティ・モンテイロ）
- ランブルローズ（藍原誠、ザ・ブラック・ベルト・デーモン）

2006年
- バーチャファイター5（サラ・ブライアント）

2007年
- 鉄拳6（クリスティ・モンテイロ、ザフィーナ）

2011年
- 鉄拳タッグトーナメント2（ザフィーナ）

2012年
- ストリートファイター X 鉄拳（クリスティ・モンテイロ）
- デッド オア アライブ5（サラ・ブライアント）

2019年
- 鉄拳7（ザフィーナ）

2023年
- THE KING OF FIGHTERS ALLSTAR（サラ・ブライアント）

### 実写
2017年
- 大怪獣バトル ウルトラ銀河伝説 THE MOVIE（ウルトラの母）
- ウルトラマンゼロ THE MOVIE 超決戦!ベリアル銀河帝国（ウルトラの母）
- ウルトラマンサーガ（ユミムラ・リョウ<斉藤りさ>）
- 劇場版 ウルトラマンギンガS 決戦!ウルトラ10勇士!!（杉田アリサ<滝裕可里>）
- 劇場版 ウルトラマンX きたぞ!われらのウルトラマン（桐原冴子<中山由香>）

### アニメ
2015年
- EdeN（チャーリー）

2017年
- プリパラ（ガーディアン定子）※パイロット版[5]

2021年
- 石田とあさくら（ナレーター[6]）
- 巨人族の花嫁

2022年
- 魔王イブロギアに身を捧げよ
- 指先から本気の熱情 -幼なじみは消防士-

2023年
- しょうたいむ!〜歌のお姉さんだってしたい〜（カナの祖母[7]）
- 王子の本命は悪役令嬢（ヴァラ[8]）
- 森のくまさん、冬眠中。（マリ[9]）
- オオカミさんは食べられたい（ニュースキャスター[10]）

2025年
- 名湯『異世界の湯』開拓記 〜アラフォー温泉マニアの転生先は、のんびり温泉天国でした〜[11]

### 映画
- ロスト・イン・トランスレーション（2003年、セクシーなビジネスウーマン）
- KAMATAKI(窯焚)（2005年、リタ）

## スタッフとしての参加作品
- ファイティング・タイガー（2013年、通訳）